# 希延山 (施維茨阿爾卑斯山脈，2,608米)
46°55′11″N 8°56′07″E / 46.919839°N 8.935367°E

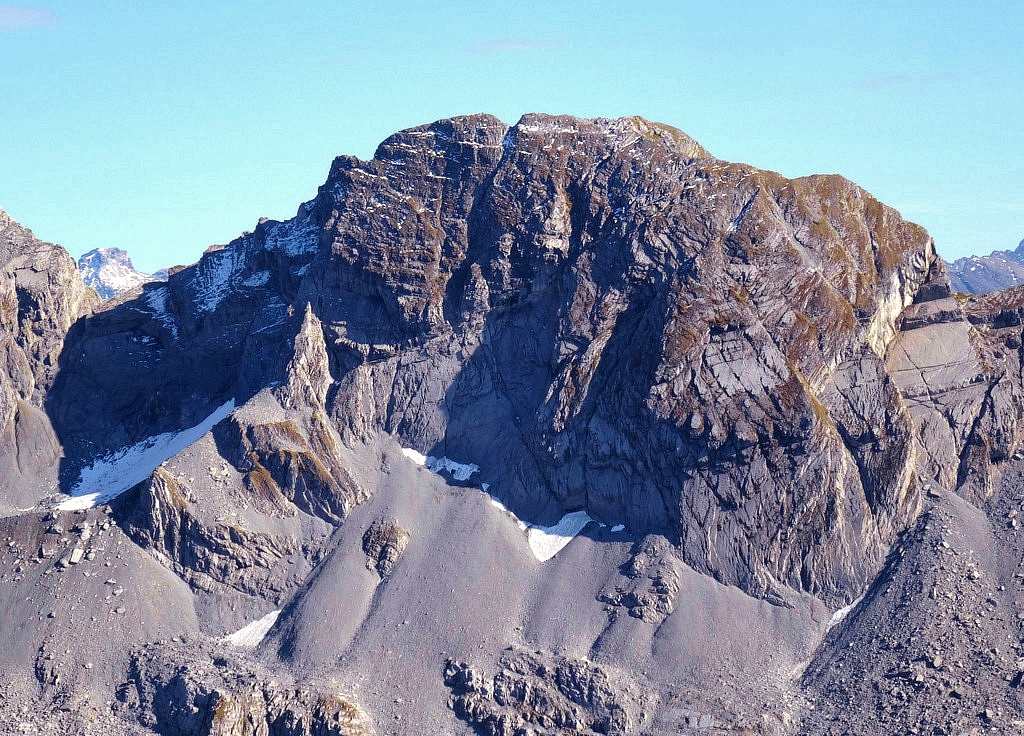

希延山（Schijen），是瑞士的山峰，位於該國東部，由格拉魯斯州負責管轄，屬於施維茨阿爾卑斯山脈的一部分，海拔高度2,608米，每年平均降雨量2,385毫米。